# Wöllstein

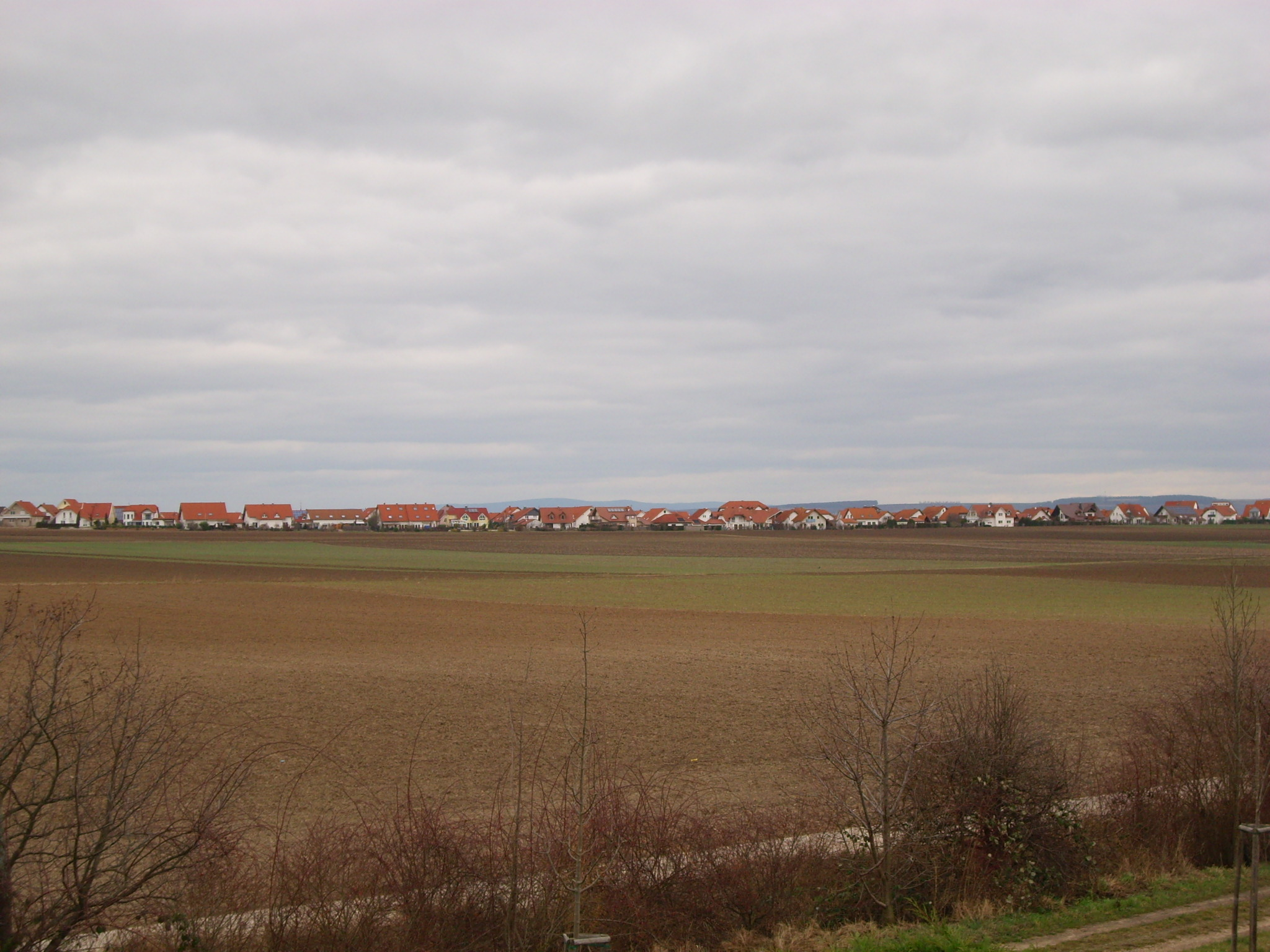
Blick von Siefersheim nach Wöllstein

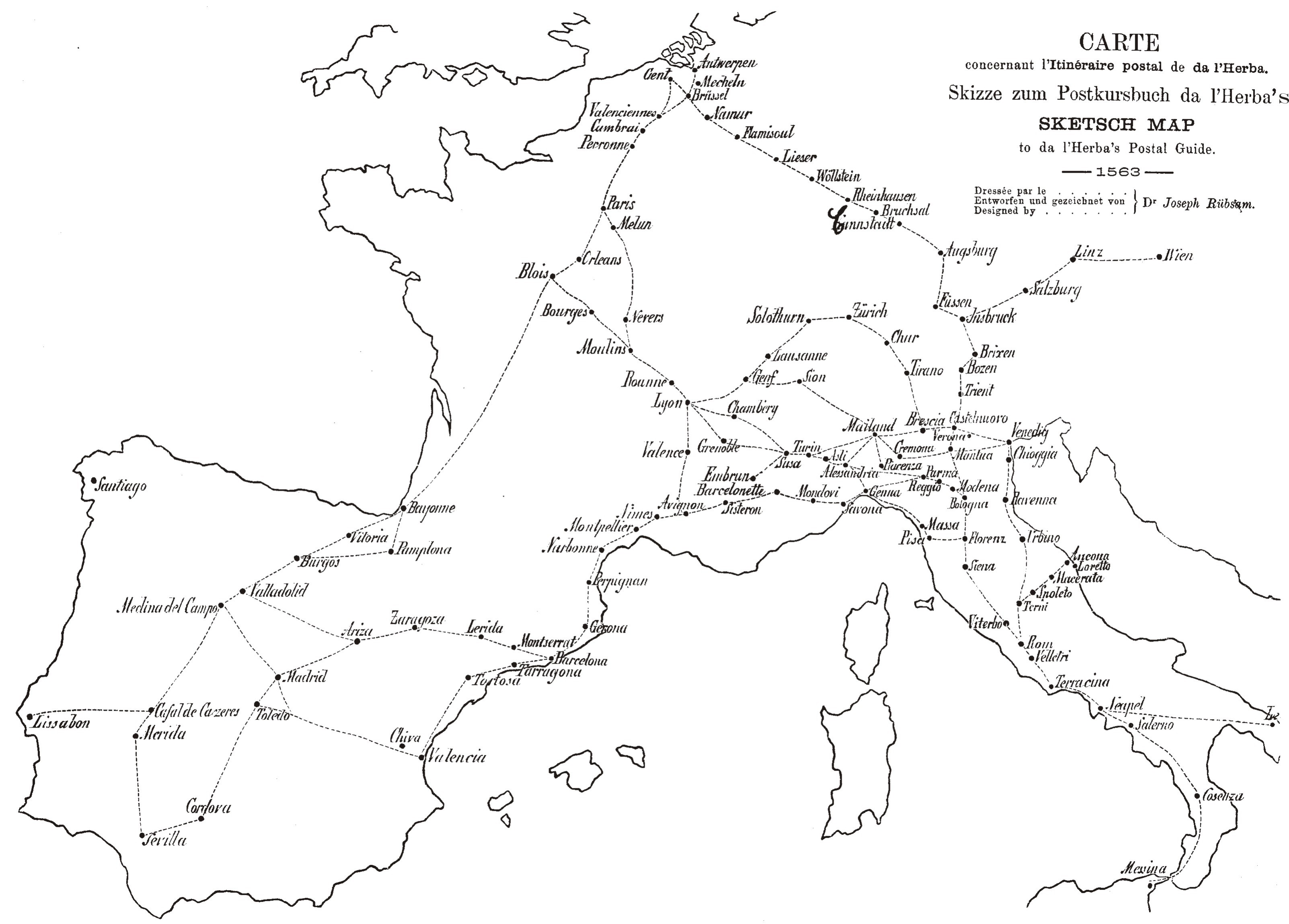
Europäische Postkurse 1563 nach da l’Herba mit ausdrücklicher Nennung Wöllsteins

Wöllstein in Rheinhessen ist eine Ortsgemeinde der Verbandsgemeinde Wöllstein im Landkreis Alzey-Worms in Rheinland-Pfalz. Wöllstein ist gemäß Landesplanung als Grundzentrum ausgewiesen.

## Geographische Lage
Wöllstein liegt im Westteil von Rheinhessen im Rheinhessischen Hügelland zwischen den Städten Bad Kreuznach im Nordwesten und Alzey im Südosten sowie zwischen den Dörfern Frei-Laubersheim im Südwesten und Gau-Bickelheim im Nordosten; die drei Ortschaften sind über die durch Wöllstein führende Bundesstraße 420 miteinander verbunden. Durchflossen wird die in der Rheinhessischen Schweiz gelegene Ortschaft vom Nahe-Zufluss Appelbach.

## Geschichte
Schon in frühgeschichtlicher und römischer Zeit war Wöllstein besiedelt, wie viele archäologische Funde belegen.
Wöllstein wird zum ersten Mal erwähnt in der Abschrift einer Tauschurkunde vom 18. Juli 855 im Lorscher Codex unter dem Namen Welthistein.
Die Gemeinde Wöllstein war danach für viele Jahrhunderte im Besitz der Reichsabtei St. Maximin in Trier. Ab dem 14. Jahrhundert gehörte Wöllstein zum Herrschaftsbereich der Wildgrafen und der Raugrafen. Nach dem Wöllsteiner Weistum von 1486 hatte in der Gemeinde ein Gericht mit hoher Gerichtsbarkeit seinen Sitz. Später kam Wöllstein an die Grafen von Sponheim und an die Kurpfalz. Ende des 17. Jahrhunderts erlangte auch Kurmainz einen Anteil an Wöllstein.
Als Ergebnis des Ersten Koalitionskrieges wurde Wöllstein französisch.
Es gibt ein eigenes Lied nach der Melodie der Marseillaise. Das 'Lied der freyen Wöllsteiner', das den revolutionären Geist der Bürger jener Zeit lobt.
Nach dem Wiener Kongress kam Wöllstein an das Großherzogtum Hessen. Seit 1852 zählte die Gemeinde zum Kreisamt Alzey. Nach dem Zweiten Weltkrieg kam Wöllstein 1946 zum damals neu gebildeten Land Rheinland-Pfalz, seit 1972 gehört sie der Verbandsgemeinde Wöllstein an.

### Poststation am Niederländischen Postkurs
In Wöllstein bestand seit der zweiten Hälfte des 16. Jahrhunderts eine Poststation am Niederländischen Postkurs von Brüssel über Rheinhausen und Augsburg nach Innsbruck, Trient und Italien. Erstmals wurde die Poststation Wöllstein im 1563 erschienenen Postreisebuch des Giovanni da l’Herba als „Bilstain ò Vilstain, villa“ (= Dorf) erwähnt. Seit 1578 führte ein Abzweiger des Niederländischen Postkurses von Wöllstein nach Köln. Während der Zahlungsunfähigkeit der Post im späten 16. Jahrhundert und des daraus resultierenden Streiks der Posthalter spielten sowohl der Posthalter Valentin Dill (Till) als auch seine Witwe, die „Postfrau zu Welstein Margarethen“ als Streikführer eine entscheidende Rolle, indem sie die Postfelleisen ab Wöllstein nicht weiterbeförderten. Nach der Konsolidierung und der Gründung der Kaiserlichen Reichspost im Jahre 1597 blieb die Poststation Wöllstein bestehen, verlor aber ab dem späten 17. Jahrhundert wegen Routenverlagerungen und der Einbeziehung der Städte zunehmend an Bedeutung.

### 20. Jahrhundert
In Wöllstein existierte seit dem 18. Jahrhundert eine jüdische Gemeinde. Anfang 1933 lebten etwa 45 Juden in Wöllstein. Diese lebten überwiegend in sehr einfachen wirtschaftlichen Verhältnissen. Als die antisemitische Verfolgung des Nationalsozialismus einsetzte, die in der Regel mit der Vernichtung der wirtschaftlichen Existenz begann, versuchten viele Juden, ins Ausland zu flüchten. Das gelang allerdings nur wenigen. Außerdem behinderten oder verhinderten die Nationalsozialisten und die von ihnen beeinflussten Behörden in vielen Fällen die Emigration durch Errichtung bürokratischer Hindernisse oder auch durch die Androhung der ganz oder teilweisen Enteignung im Falle der Emigration. Bei den Novemberpogromen am 9. und 10. November 1938 wurde unter anderem die Synagoge demoliert, die aus einem Betsaal im Haus der Familie May bestand. Auch Häuser von Juden wurden zerstört. Täter waren überwiegend ortsfremde Personen wie bei fast allen Gewaltakten im Rahmen der Novemberpogrome. Aber es waren wohl auch Schüler der damaligen Bürgerschule in Wöllstein bei den Ausschreitungen beteiligt. Bei den Zerstörungen kam es auch zu Gewalt gegen Personen. Vermutlich ortsfremde SS-Leute – nach Ansicht des Historikers Dieter Hoffmann „Männer aus dem Ort“ – schnitten dem 74-jährigen langjährigen Vorstandsmitglied der jüdischen Gemeinde und Schächter Adolf May mit seinem Schächtmesser die Kehle durch. In der Presse wurde der Mord als Selbstmord dargestellt. In der Zeit nach den Novemberpogromen wurden 31 jüdische Bürger Wöllsteins, die teilweise in andere deutsche Städte geflüchtet waren, deportiert und ermordet. Nach dem Krieg versuchte die Justiz in Rheinland-Pfalz, die Mörder von Adolf May zu finden. Auf Grund „anhaltenden Schweigens vor Ort“ konnten sie nicht ermittelt werden. Der Mord blieb unaufgeklärt.

### 21. Jahrhundert
Am 24. September 2016 wurde das Fernsehexperiment Das ProSieben Auswärtsspiel live im Ort gespielt, bei der Sendung musste der Kandidat (ähnlich wie bei Schlag den Raab) mehrere Aufgaben erfüllen. Das Spiel dauerte über vier Stunden und wurde live im Fernsehen gezeigt. Der Kandidat Markus gewann 100.000 Euro.

## Politik

### Gemeinderat
Der Gemeinderat in Wöllstein besteht aus 20 Ratsmitgliedern, die bei der Kommunalwahl am 9. Juni 2024 in einer personalisierten Verhältniswahl gewählt wurden, und dem ehrenamtlichen Ortsbürgermeister als Vorsitzendem.
Die Sitzverteilung im Gemeinderat:
| Wahl | SPD | CDU | Grüne | FDP | Gesamt   |
| ---- | --- | --- | ----- | --- | -------- |
| 2024 | 9   | 7   | 2     | 2   | 20 Sitze |
| 2019 | 8   | 7   | 3     | 2   | 20 Sitze |
| 2014 | 8   | 9   | 2     | 1   | 20 Sitze |
| 2009 | 9   | 8   | 1     | 2   | 20 Sitze |
| 2004 | 10  | 8   | 1     | 1   | 20 Sitze |
| 1999 | 9   | 9   | 1     | 1   | 20 Sitze |

### Wappen
| Wappen von Wöllstein | Blasonierung: „Durch einen silbernen Faden gespalten von Rot und Blau; rechts ein sechsspeichiges silbernes Rad, links ein rotbewehrter, -gezungter und -gekrönter goldener Löwe im mit silbernen Kreuzen besäten Feld.“  |
| Wappen von Wöllstein | Wappenbegründung: Das Wappen der Ortsgemeinde Wöllstein zeigt das Mainzer Rad und den Kurpfälzer Löwen und bezieht sich damit auf die Zugehörigkeit der Gemeinde zu diesen Territorien bis zum Ende des 18. Jahrhunderts. |

### Schultheißen und Bürgermeister
Falkensteiner Bezirk
- 1625–16??: N. Seibel
- 16??–1662: Conrad Gutenberger
- 1663–1682: Peter Dreber
- 1682–1690: Nicel Heuß

Kurmainzer Bezirk
- 1689–1709: Andreas Gutenberger
- 1709–1722: Johannes Ritter
- 1722–1760: Johann Jacob Schmitt
- 1760–1762: Carl Anton Wagner
- 1762–1795: Johann Georg Wagner

Nassauischer Bezirk
- 1650–1665: N. Maurer
- 1666–1691: Caspar Adam
- 1692–1729: Christian Kern
- 1729–1768: Balthar Wörth
- 1768–1772: Johannes Germani
- 1772–1797: Gerhard Wolf

Gesamt-Wöllstein
- 1797–1800: Nicel Klein
- 1800–1811: Johann Steinmetz
- 1811–1813: Franz Seiß
- 1813–1814: Johann Steinmetz
- 1814–1849: Jacob Jungk
- 1849–1852: Georg Glod
- 1853–1854: Philipp Jungk
- 1854–1860: Philipp Moller I.
- 1860–1877: Philipp Jungk
- 1877–1885: Johann Mattes
- 1886–1904: Johann Hofmann IV.
- 1904–1931: Julius Moller
- 1931–1945: Julius Neubrech (NSDAP)
- 1945–1969: Jacob Werle (CDU)
- 1969–1979: Johann Rathgeber (SPD)
- 1979–1989: Heinrich Frohnhöfer (CDU)
- 1989–1994: Hans Jürgen Piegacki (SPD)
- 1994–1999: Heinrich Frohnhöfer (CDU)
- 1999–2009: Hans Jürgen Piegacki (SPD)
- 2009–2019: Lucia Müller (CDU)
- seit 2019: Johannes Brüchert (SPD)

Bei der Stichwahl am 16. Juni 2019 konnte sich Johannes Brüchert mit einem Stimmenanteil von 56,60 % gegen die bisherige Amtsinhaberin Lucia Müller durchsetzen. Bei der Direktwahl am 9. Juni 2024 konnte er sich mit 68,9 % erneut gegen einen Mitbewerber durchsetzen und wurde somit für weitere fünf Jahre in seinem Amt bestätigt.

### Gemeindepartnerschaften
Wöllstein pflegt Gemeindepartnerschaften mit Barsac in Frankreich und Great Barford in Großbritannien.

## Bauwerke

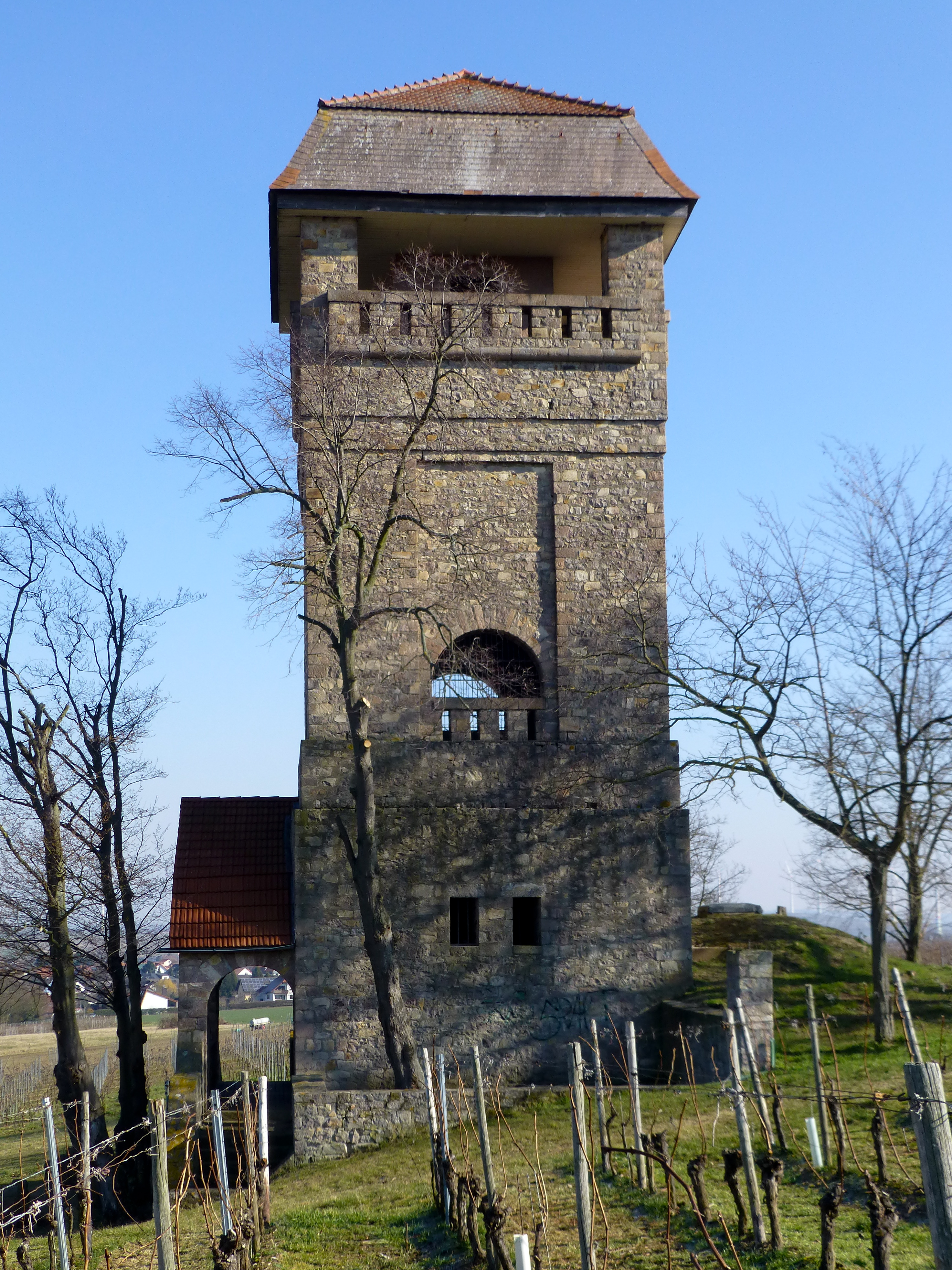
Juliusturm Wöllstein

- Ehemaliges Amtsgericht; erbaut um 1902, heute Sitz der Verbandsgemeindeverwaltung
- Evangelische Pfarrkirche; im Kern spätgotischer Bau von 1515
- Katholische Kirche St. Remigius; 1906/1907 im neuromanischen Stil erbaut
- Rathaus Wöllstein; spätklassizistisch, erbaut um 1860
- Juliusturm am Höllberg, 1906 im historisierenden Stil erbauter rund 20 m hoher Wasser- und Aussichtsturm; seit 1977 nur noch als Aussichtsturm genutzt

## Wirtschaft und Infrastruktur

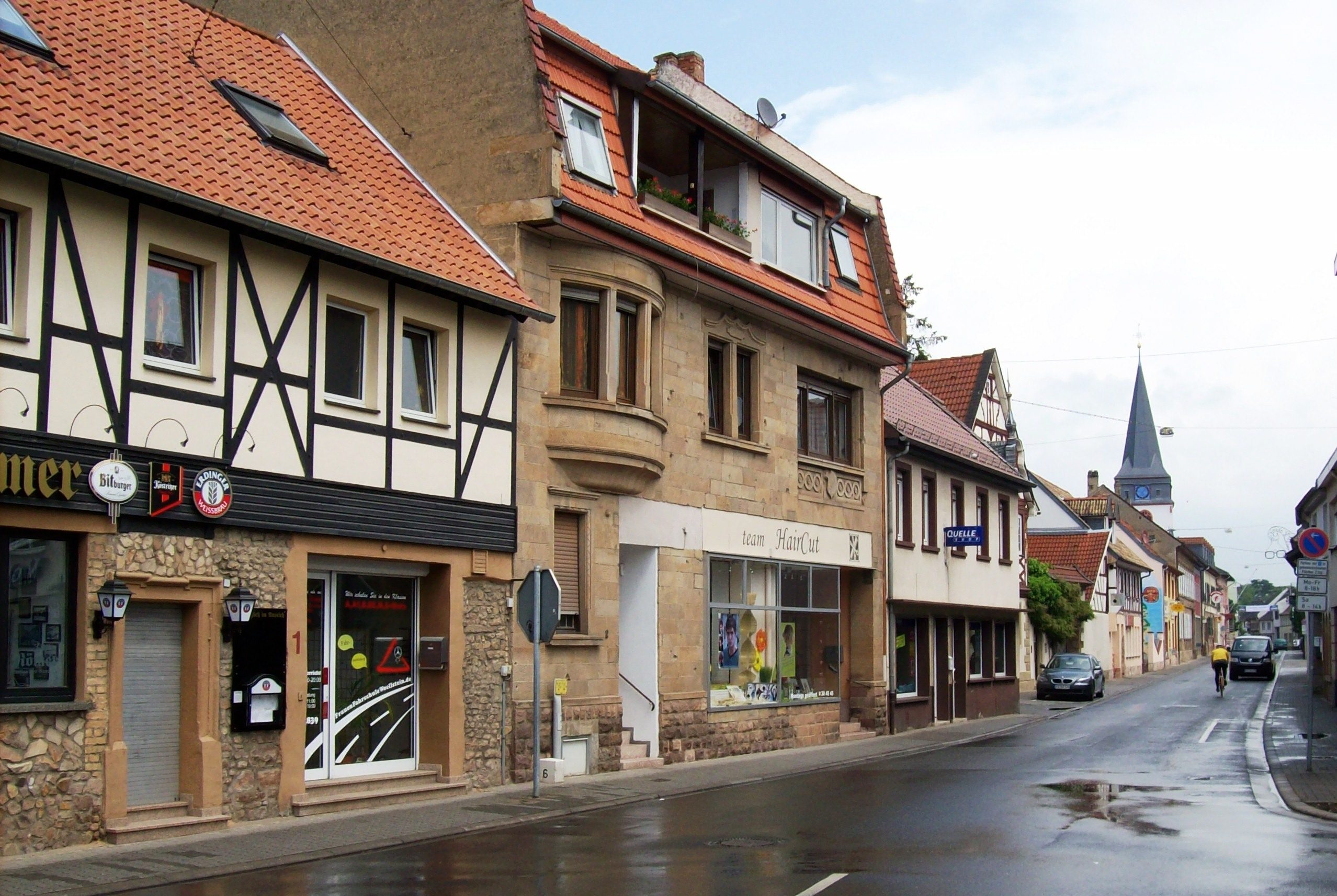
Blick vom Haus „Zum Römer“ (1598) auf den Ort

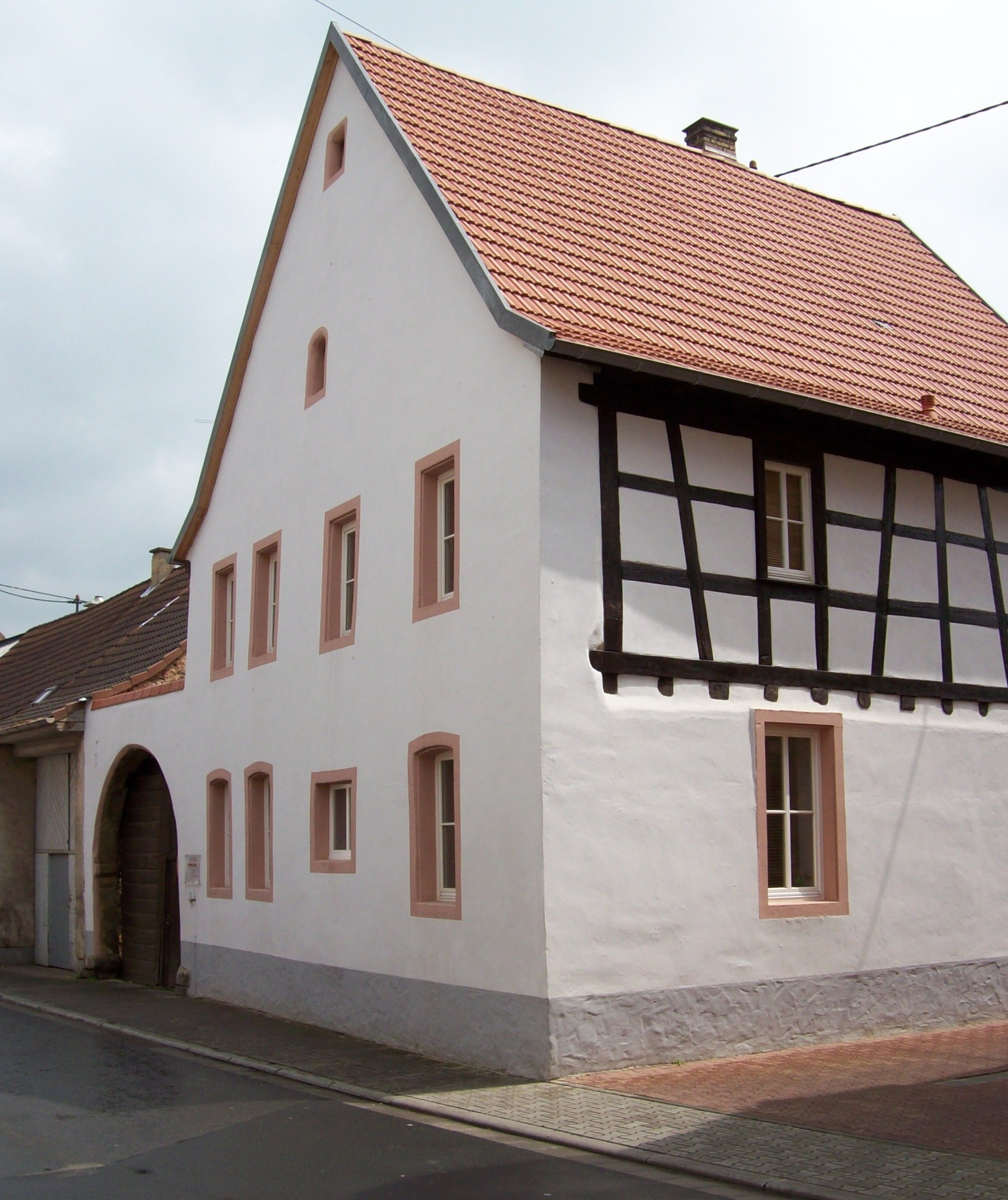
Historisches Haus

### Verkehr
Am 11. Oktober 1888 erhielt Wöllstein Eisenbahnanschluss an die von Sprendlingen aus gebaute Bahnstrecke, die als Privatbahn von der Süddeutschen Eisenbahn-Gesellschaft erbaut worden war. Am 5. Oktober 1898 folgte die Verlängerung der Strecke von Wöllstein nach Fürfeld. Der Personenverkehr wurde bereits 1953 eingestellt, der Güterverkehr 1973, danach wurde die Strecke abgebaut.
Durch die Wöllsteiner Ortsgemeinde führt zwischen Frei-Laubersheim und Gau-Bickelheim die Bundesstraße 420; an ihr liegen östlich die JVA Rohrbach und ein Industrie- und Gewerbegebiet. Beim nahen Gau-Bickelheim zweigt die Bundesstraße 50 ab, die dort Anschluss an die Bundesautobahn 61 (Anschlussstelle Gau-Bickelheim) hat.

### ÖPNV
Des Weiteren besteht Anschluss an die Busverbindungen der ORN und der Verkehrsgesellschaft Bad Kreuznach.
Mehrmals täglich verkehren Linienbusse von Wöllstein über Siefersheim-Wonsheim-Wendelsheim nach Alzey, in der Gegenrichtung vereinzelt Busse nach Wörrstadt. Die Verbindung nach Bad Kreuznach ist im Vergleich zur Verbindung nach Alzey um einiges besser. Hier verkehren werktags stündlich Busse über Volxheim und Hackenheim nach Bad Kreuznach.

### Öffentliche Einrichtungen
Seit 2002 befindet sich in Wöllstein die Justizvollzugsanstalt Rohrbach. Außerdem existiert eine Realschule plus sowie eine Grundschule. Zudem verfügt die Gemeinde über zwei Kindergärten.

## Persönlichkeiten
- Helene Fischer (* 1984), Schlagersängerin, aufgewachsen in Wöllstein
- Stefan Jungk (* 1968), Unternehmer und Präsident des Bundesverbandes der deutschen Ziegelindustrie
- Tobi Krell (* 1986), Moderator, Reporter, Autor, aufgewachsen in Wöllstein
- Georg Heinrich von Langsdorff (1774–1852), Naturforscher, Weltumsegler, Generalkonsul, geboren in Wöllstein
- Hans Eberhard Lorenz (* 1951), Vorsitzender Richter a. D. am Landgericht Mainz und Vorsitzender des DFB-Sportgerichts
- Gerhard Münch, Pfarrer von Wöllstein und Jakobiner, gefallen im Aufstand der Vendée[17]
- Wilhelm Otto Pitthan (1896–1967), Maler, geboren in Wöllstein
- Adolph Pitthan (1847–1922), hessischer Landtagsabgeordneter und Beigeordneter in Wöllstein